# Vladimir Cerrón
Vladimir Roy Cerrón Rojas (Chupaca, Junín, 16 de diciembre de 1970) es un médico neurocirujano y político marxista-leninista peruano, líder fundador del partido de izquierda socialista Perú Libre.
Fue gobernador regional de Junín de 2011 a 2014; en 2019 retornaría al cargo, siete meses después sería suspendido para cumplir una sentencia judicial por corrupción durante su primer mandato. En 2021 se alzó como nueva figura política del país, siendo su partido, Perú Libre, el que llevó a la presidencia a Pedro Castillo. En 2023 fue condenado a 3 años y 6 meses de prisión efectiva por el caso "Aeródromo Wanka", por lo que poco después pasó a la clandestinidad. Sin embargo, en marzo de 2025 dicha sentencia fue anulada y Cerrón absuelto por la Corte Suprema.

## Biografía
Nació en la ciudad de Chupaca, Junín, el 16 de diciembre de 1970 y es hijo de los catedráticos Jaime Cerrón Palomino y Bertha Rojas López, es sobrino del linguista Rodolfo Cerrón Palomino. Cursó estudios primarios en la Escuela Sebastián Lorente, Huancayo y secundarios en el Colegio Nacional Santa Isabel de la misma ciudad. Empezó estudios de Ingeniería Eléctrica en la Universidad Nacional del Centro del Perú e Ingeniería Civil en la Universidad Peruana Los Andes. Sin embargo, esto no concluyó tras el asesinato de su padre, Jaime Cerrón, entonces vicerrector de asuntos académicos de la Universidad Nacional del Centro del Perú, a manos de fuerzas paramilitares en Huancayo durante la guerra civil de Perú. El cadáver de su padre fue encontrado el 8 de junio de 1990. Bertha Rojas López testificaría posteriormente ante la Comisión de la Verdad y Reconciliación de posguerra sobre el secuestro y asesinato de su marido. Tras esto, Cerrón terminó sus estudios y se trasladó a Lima para trabajar. Está casado con la ciudadana cubana Lissette del Carmen Páez Martínez.
En 1991 fue becado a Cuba para seguir estudios de medicina humana en el Instituto Superior de Ciencias Médicas Carlos J. Finlay, hoy Universidad de Ciencias Médicas de Camagüey, obteniendo el título y graduándose como Doctor en Medicina en 1997. Becado una vez más en 1997 obtuvo el título de Especialista de Primer Grado en Neurocirugía el 2002 en el Hospital Universitario Manuel Ascunce Domenech (Camagüey, Cuba). En el año 2009, obtuvo el grado de Magíster en Neurociencias. Un año después, obtuvo el grado de Doctor en Medicina por la Universidad Nacional Mayor de San Marcos.
Trabajó en la Dirección Regional de Salud - Red Salud Jauja en el distrito de Muquiyauyo, Junín, entre los años 2002 y 2003. A partir del 2003 trabajó en el Hospital Nacional de EsSalud de Huancayo, en el Servicio de Neurocirugía. Desde el año 2002, ejerció la docencia universitaria en la Facultad de Medicina Humana de la Universidad Nacional del Centro del Perú y la Universidad Peruana Los Andes en las cátedras de Neuroanatomía, Neurofisiología y Neurocirugía. Es miembro de la Sociedad Cubana de Neurología y Neurocirugía y de la Academia de Doctores de la Universidad Nacional del Centro del Perú.[cita requerida]

## Carrera política

### Gobierno regional de Junín

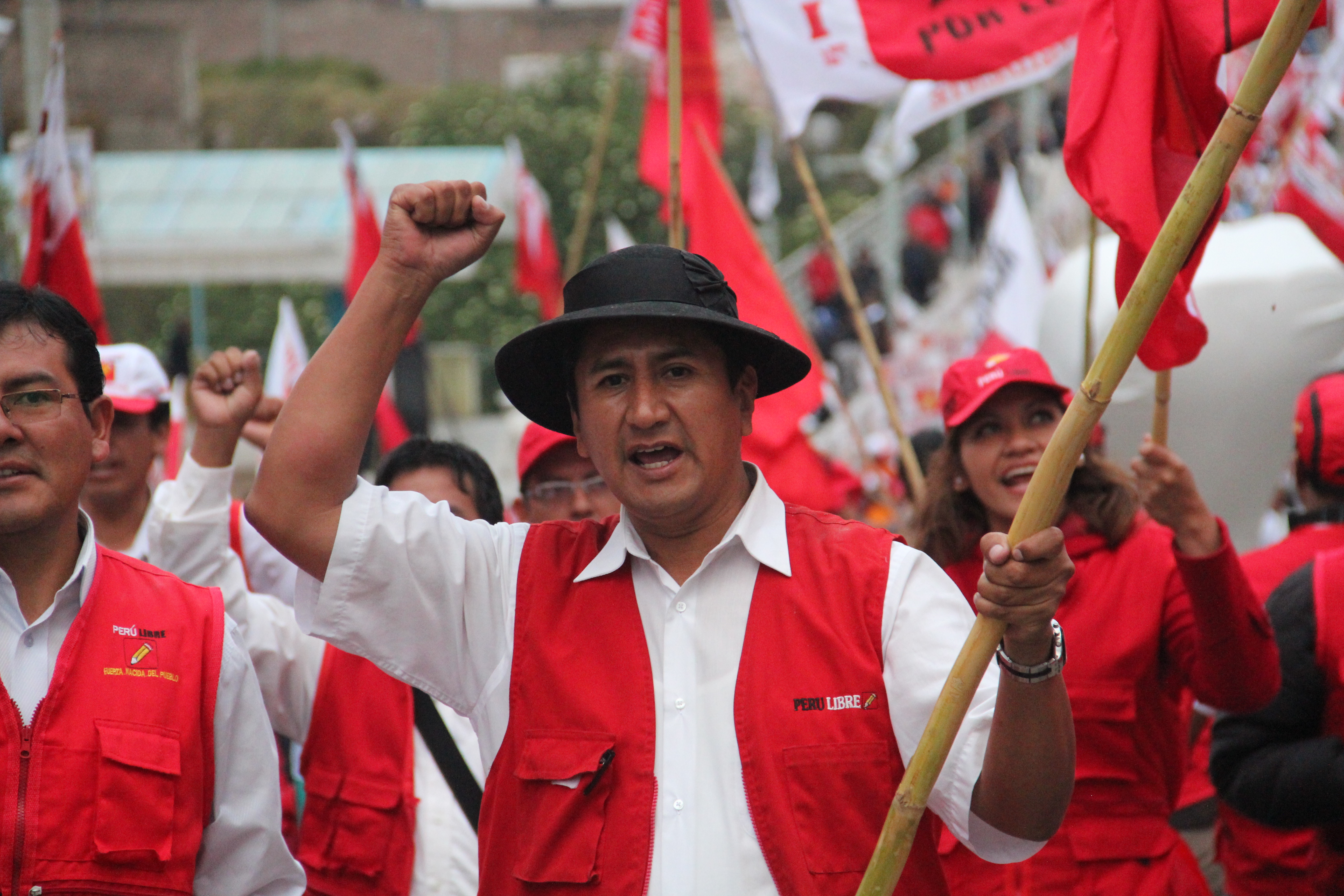
Campaña de Perú Libre en las elecciones regionales de Junín de 2014

En 2005, incursiona oficialmente en la vida política de la región Junín afiliándose al Partido Nacionalista Peruano hasta su renuncia en julio del 2006 luego de que este partido no ganara las elecciones generales de ese año.
En 2006, funda la organización regional Frente Patriota Peruano. Ocupó el cargo de secretario político regional de esta organización entre abril del 2006 y mayo del 2007, luego de lo cual renuncia. Postuló por primera vez como candidato a presidente regional de Junín en las elecciones de 2006 por el Frente Patriota Peruano que él mismo fundó. En dicha elección quedó en el tercer puesto con el 16.4 % de los votos.
En agosto del 2008, funda el Movimiento Político Regional Perú Libre siendo representante legal y secretario general regional del mismo hasta enero del 2013 cuando renunció al mismo. Con este postuló en las elecciones de 2010 logrando el triunfo en primera vuelta con 172 979 votos que representa el 33.4 % de los votos válidos.
El 26 de enero de 2011, con motivo de la primera reunión anual de mandatarios regionales en la ciudad de Lima fue elegido presidente de la Asamblea Nacional de Gobiernos Regionales. En febrero de 2012, fundó el partido Perú Libertario del que fue representante legal y secretario general regional hasta mayo de 2018.
En las elecciones del 2014, intentó la reelección con el mismo movimiento Perú Libre quedando en segundo lugar con el 26.3 % de los votos y pasando a la segunda vuelta junto con el candidato Ángel Unchupaico. Perdería en segunda vuelta tras solo obtener 46.9 % de los votos válidos.
En 2016, se presentó como candidato a la presidencia de la república por el Partido Perú Libertario en las elecciones generales del 2016. Como tal, inscribió su candidatura el 11 de enero de 2016, pero se retiró de la contienda dos meses después ante el poco respaldo a su candidatura mostrado en las encuestas y al mismo tiempo para evitar que su partido pierda la inscripción electoral.
Vuelve a postular al Gobierno Regional de Junín en las elecciones del 2018 y es reelecto como gobernador regional en primera vuelta con 216 644 votos representando el 36.9 % de los votos válidos. Si bien su gestión estaba prevista a culminar el 31 de diciembre de 2022, el 20 de agosto de 2019 el Consejo Regional decidió suspenderle del cargo de gobernador regional ante la condena penal que recibió como resultado del caso La Oroya.
En las elecciones generales de 2021, se postula como segundo vicepresidente por Perú Libre, con el cual Pedro Castillo postulaba a la presidencia. Posteriormente fue descalificado por el Jurado Nacional de Elecciones por cumplir condena de prisión por corrupción, desde 2019.
En 2021, la encuesta El poder en el Perú calificó a Cerrón como el «líder regional más poderoso».

### Influencia en el gobierno de Pedro Castillo
Durante el gobierno de Pedro Castillo, Cerrón fue acusado de tener influencia sobre el presidente sobre sus decisiones políticos, numerosos analistas, periodistas, políticos y encuestas de opinión popular, declaraban que Cerrón era quien mandaba en el Perú durante aquella etapa.

### Ideología
Cerrón se definió como «líder de la izquierda provinciana» y se diferenció de otras vertientes ideológicas como la de Verónika Mendoza. Mostró abiertamente su oposición con la Constitución de 1993 y el modelo neoliberal establecido en ella. En una entrevista en mayo de 2022, para cambiar al país plantea cambiarla por una vía «pacífica o no pacífica»; mientras que, en noviembre de 2022, específica a la Constitución de 1979 como «salida elegante» a la crisis política.  Cerrón se autoidentificó como antiimperialista y mostró simpatía por Palestina como muestra de su «principio internacionalista».
En agosto de 2022 Cerrón se declaró detractor de la denominada «izquierda caviar», una teoría de conspiración que afirma que existiría una «mafia» de progresistas e intelectuales en el Estado peruano.  Ha elogiado a figuras representativas de esta teoría, como Juan José Santiváñez por haber «descaviarizado» a la Policía Nacional del Perú.
En noviembre de 2023 Cerrón manifestó estar en contra de los movimientos regionales, como alternativa de los partidos políticos y a pesar de que Perú Libre fue inicialmente uno de ellos, por creerse que «no poseen base ideológica» pero sí «una cultura de la improvisación, oportunismo y transfuguismo».
En julio de 2024, Cerrón manifestó su apoyo a Nicolás Maduro, quien se postuló para su reelección en las elecciones presidenciales de Venezuela de 2024.
En setiembre de 2024, Cerrón Rojas dio a conocer su postura respecto a China considerándolo un Estado socialista y dando a entender que China es más cercano a su postura marxista-leninista y su propuesta de industrialización con apertura del mercado o economía popular con mercados.

## Denuncias por corrupción
Ha sido procesado por varios casos de corrupción y delitos penales en su mandato como gobernador regional de Junín, de los cuales ninguno tiene sentencia firme condenatoria, entre ellos destacan:

### Caso hospital Carrión de Huancayo
En 2013 fue denunciado por la fiscalía de Huancayo por los delitos de colusión simple y negociación incompatible en la licitación del hospital Carrión de Huancayo.
Tras 10 años de investigaciones, en octubre de 2023, un fallo de la Corte Superior de Justicia de Junín absolvió a Cerrón de la acusación fiscal de los presuntos delitos contra la administración.

### Caso La Oroya
El 5 de agosto de 2019, el gobernador de Junín, Vladimir Cerrón y el alcalde de Huancayo, Henry López Cantorín fueron condenados a 4 años y 8 meses de prisión efectiva por los delitos de negociación incompatible y aprovechamiento de sus cargos por el caso del saneamiento de La Oroya durante su gestión entre el 2011 y 2014. La sentencia fue dictada por el quinto juzgado anticorrupción de la Corte Superior de Justicia de Junín hallándoseles culpables de generar el pago de valorización indebida en una obra de saneamiento "Mejoramiento y ampliación del sistema de agua potable y alcantarillado de la ciudad de La Oroya", Yauli. Adicionalmente se le condenó al pago de 850 000 soles como reparación civil y se ordenó su captura para su internamiento en el Centro Penitenciario de Huancayo. El 21 de agosto, un día después de ser suspendido de sus funciones, se entregó voluntariamente a las autoridades de Junín.
El 18 de octubre, la Sala de Apelaciones de la Corte Superior de Justicia de Junín ordenó la variación de su pena de prisión efectiva a prisión suspendida. Asimismo, redujo la sanción penal de 4 años y 8 meses a 3 años y 9 meses.
Cerrón presentó un habeas corpus que fue declarado fundado por el juez Alain Salas del Juzgado de Investigación preparatoria con sede en Acobamba (Huancavelica) en junio de 2021.
En agosto de 2023 la condena por corrupción contra Vladimir Cerrón fue anulada por el Tercer Juzgado Especializado en lo Constitucional de la Corte Superior de Justicia de Lima.
En marzo de 2025, el Tribunal Constitucional declaró nulas, mediante habeas corpus, las sentencias del Caso Saneamiento La Oroya (2019) que habían destituido a Vladimir Cerrón como gobernador regional de Junín, médico neurocirujano de EsSalud y docente de la UNCP, además de imponerle prisión, inhabilitación política (excluyéndolo de la fórmula presidencial), embargo de su vivienda, una onerosa reparación civil y estigmatización pública por corrupción. Pese a la anulación, no hubo reparación por los daños, y con este antecedente, incluso se intentó extinguir sus cuentas bancarias, lo que generó denuncias de persecución política.

### Caso Dinámicos del Centro
En julio de 2021, se incluyó a Cerrón y a otros funcionarios del gobierno y del partido Perú Libre en la investigación por lavado de activos correspondiente al caso 'Los Dinámicos del Centro'. Esta sería supuestamente una organización enquistada en la Dirección Regional de Transportes y Comunicaciones (DRTC) del gobierno regional de Junín e investigada desde el año 2019 por financiamiento ilícito a raíz de la emisión irregular de licencias de conducir. Mediante dicha obtención, se habría tenido como objetivo el financiamiento de la campaña de Pedro Castillo a la presidencia y la recaudación de fondos para la reparación civil de Cerrón. El exgobernador se manifestó luego del traslado de la investigación de Junín a Lima, afirmando que existe una "persecución en su contra".
En agosto de 2024, los hermanos Vladimir y Waldemar Cerrón Rojas presentaron en ante el juez de investigación preparatoria Jorge Chávez Tamariz aplicar la Ley 32108 de crimen organizado en el caso de ‘Los Dinámicos del Centro’. El abogado de los hermanos Cerrón, Arturo Silva Rojas, argumentó que los hechos utilizados por el Ministerio Público para iniciar la investigación “ya no constituyen delito” bajo la nueva norma. Empero, el juez Chávez declaró infundado el recurso de excepción de improcedencia de acción, interpretando que la referida ley no es aplicable, invocando la Convención de Viena, la Convención de Palermo y la Convención de las Naciones Unidas contra la Corrupción.

### Caso Aeródromo Wanka
En 2023, la Sala Penal de Apelaciones Transitoria Especializada en delitos de Corrupción de Funcionarios de Junín condenó a 3 años y 6 meses de cárcel efectiva por el caso de colusión en el Aeródromo Wanka. Días después, Interpol anunció su notificación azul. Su abogado solicitó tres habeas corpus para establecer su prescripción pero fueron rechazados.
Desde entonces, Cerrón decidió ponerse a buen recaudo, lo que ha sido interpretado por la justicia estatal como situación de prófugo de la justicia, eludiendo nueve operativos policiales. Además, se filtraron grabaciones de conversaciones en las que funcionarios del gobierno de Dina Boluarte habrían tenido comunicaciones directas con Cerrón, aunque no hay evidencias concluyentes. El gobierno desmintió que estuviera interfiriendo en el trabajo de la policía para perseguirlo. Sin embargo, el Fiscal de la Nación, Juan Carlos Villena, criticó que el gobierno estaba recurriendo a estrategias de distracción para olvidar a la población su eventual captura.
En septiembre de 2024, la Comisión de Fiscalización del Congreso de la República aprobó la solicitud de investigar el vehículo presidencial que se había utilizado para que Vladimir Cerrón huyera de Lima. Algunos parlamentarios (como Fuerza Popular y otros) se abstuvieron de aprobar.
En diciembre de 2024, el Tribunal Constitucional declaró fundado el habeas corpus presentado por la defensa técnica de Vladimir Cerrón y anuló la condena de 3 años y 6 meses dictada en su contra, ordenando a la Sala en cuestión resuelva una nueva sentencia considerando lo expuesto en la sentencia.
En marzo de 2025, la Sala Penal Permanente de la Corte Suprema absolvió a Vladimir Cerrón en el denominado caso Aeródromo Wanka. El tribunal supremo, que preside el juez supremo César San Martín,  anuló la sentencia que condenó a Cerrón a 3 años y 6 meses de prisión efectiva. Además, se redujo la reparación civil de 800.000 a 250.000 soles, la cual deberá pagar el líder de Perú Libre con los otros implicados en el caso.
El periodista Ricardo Uceda escribió en La República que «no había pruebas» para su condena por el Poder Judicial; se expuso su caso como un ejemplo de presunta guerra jurídica (lawfare) en Perú. De hecho, Cerrón habría ofrecido entregarse públicamente a cambio de arrestar al empresario más rico del país, Carlos Rodríguez Pastor, por una falla en una infraestructura de uno de los locales de Real Plaza que dejó ocho muertos y decenas de heridos.

## Hostigamiento contra la prensa

### Atentado contra Edvan Ríos Chanca
Edvan Ríos, por entonces periodista del diario Correo de Huancayo, realizó diversas investigaciones junto a Santos Porras sobre la gestión de Cerrón como gobernador regional de Junín, siendo una de éstas los pagos de coimas en la Dirección Regional de Transporte para el otorgamiento de brevetes.
Debido a las investigaciones, los partidarios de Cerrón empezaron a atacar las oficina de Correo arrojando piedras o quemando llantas o realizando publicaciones en La Primera insultando a los periodistas.
En el año 2013, tras dejar el diario Correo, una bomba artesanal explotó en la casa de Ríos afectando, además, las casas aledañas. Ante dicha situación, Reporteros sin Fronteras, la Sociedad Interamericana de Prensa y el Instituto de Prensa y Sociedad (IPYS) condenaron los hechos.

### Secuestro de Santos Porras
Tras dejar el diario Correo, en septiembre del año 2013, Porras fue secuestrado por dos sujetos que lo subieron a un auto cuando salía de una reunión. Tras permanecer cautivo en el auto, fue llevado a un descampado de donde logró escapar, aunque fue alcanzado por sus secuestradores. Luego de recapturarlo, Porras fue arrojado al río Mantaro. Antes de ser arrojado al río, sus secuestradores le dijeron: "Te crees escurridizo. Estás jodiendo".

## Publicaciones

### Libros
- 2003 Emergencias Neuroquirúrgicas
- 2010 Tumores del Sistema Nervioso
- 2011 Historia censurada de la UNCP. Un intento para comprender sus luchas y sus logros
- 2017 Descentralización, revolución de estos tiempos. Experiencias trascendentes del socialista gobierno regional Junín
- 2017 Ideario de Perú Libertario
- 2020 Perú Libre, Ideario y Programa
- 2022 Economía Popular con Mercados
- 2023 Estrategia militante: acá y ahora
- 2024 Del campo a la ciudad